# Ludvík Emanuel Angoulême
Ludvík Emanuel Angoulême (28. dubna 1596, Clermont-en-Auvergne – 13. listopadu 1653, Paříž) byl hrabětem z Auvergne a vévodou z Angoulême.

## Život
Ludvík Emanuel Valois, hrabě z Alais, se narodil jako syn Karla z Valois, nemanželského syna francouzského krále Karla IX. a jeho milenky Marie Touchetové. Jeho matkou byla Šarlota z Montmorency, dcera Jindřicha I. z Montmorency.
Ludvík Valois se stal v roce 1608 opatem-komendátorem opatství de la Chaise-Dieu a v roce 1612 biskupem-komendátorem z Age, kterým byl do roku 1622, kdy se vzdal těchto beneficií.
1. ledna 1624 se stal generálplukovníkem kavalérie a 17. dubna 1635 Maréchalem de camp. 29. října 1637 byl jmenován guvernérem Provence. Během Frondy odmítl poslouchat rozkazy kardinála Mazarina a byl v září 1650 povolán zpět ke dvoru. V únoru 1653 byl jako guvernér nahrazen a 20. července 1653 se stal ministrem státu. Zemřel o čtyři měsíce později, 13. listopadu 1653 ve věku 57 let.
Od otcovy smrti v roce 1650 byl hrabětem z Auvergne a vévodou z Angoulême.

## Manželství a potomci
Ludvík Emanuel se 8. února 1629 v necelých třiatřiceti letech oženil s Marií Henriettou de La Guiche, paní z Chaumontu, dcerou Filiberta de La Guiche. Měl s ní čtyři děti:
- Ludvík z Angoulême (1630–1637)
- Marie Františka z Angoulême (1631–1696), provdala se za Ludvíka, vévodu z Joyeuse
- Armand z Angoulême (1635–1639)
- František z Angoulême (1639–1644)

Kromě těchto manželských dětí měl Ludvík Emanuel ještě nemanželského syna Antonína Karla Ludvíka (1649–1701), rytíře z Angoulême.